# 한성근
한성근(韓聖根, 1833 ~ 1905)은 조선 말의 무신으로, 1866년 병인양요 때 문수산성을 수비하여 120명의 프랑스군이 쳐들어오자 프랑스군을 공격해 27명을 사상자로 만들고 후퇴시킨 인물로 알려져 있다.

## 생애
1866년(고종 3) 병인양요 때 순무영(巡撫營)의 초관(哨官)으로서 집사(執事) 지홍관(池弘寬)과 함께 문수산성(文殊山城)을 지키다가 프랑스함대에서 상륙한 적의 대부대를 산성 남문에서 처음에는 격파하여 퇴각시켰다.
조정에서는 공을 크게 인정하여 그 뒤 같은해 봉상시봉사·병조좌랑과 1867년 은산현감·통진부사(通津府使)·중추부첨지사(中樞府僉知事)로 중용하였고, 1881년 별기군(別技軍, 왜기군(倭技軍)이라고도 함)이 창설되자 정령관(正領官)으로서 좌부령관(左副領官) 윤웅렬(尹雄烈)과 같이 신식 군사 훈련에 힘썼다.
그러나 안기영 등이 대원군의 서자 이재선을 추대하는 사건에 연루되어 윤웅렬 등과 함께 투옥되기도 하였는데 곧 석방되었고, 병조 참판·한성 판윤을 거쳐 1896년 중추원의관(中樞院議官), 1899년 궁내부특진관(宮內府特進官)을 역임하였던 것으로 알려져 있다. 1905년 12월 28일에 목숨을 잃었다.

## 전해오는 이야기
프랑스군 기록에 병인양요 전 기간중 프랑스군의 피해는 3명의 전사자와 35명의 부상으로 나와 있듯이 한성근이 이끄는 부대는 문수산성을 철저히 수비하였던 것으로 알려져 있다. 병력이 부족하여 패한 것으로 일부 나오지만, 한성근이 이끄는 부대는 프랑스군을 상대로 승리를 하였던 것으로 전해지고 있다.
1866년 10월 26일 프랑스군 약 120명은 문수산성을 정찰하려다 미리 잠복, 대기중인 한성근의 소부대에게 27명이 사상되는 등 처음으로 막대한 인명손실을 입었다. 이로부터 민가·군영을 가리지 않고 무차별 포격을 가했으며, 이러한 만행은 황해도 연안(延安)에까지 미쳤다.
11월 7일 올리비에 대령이 이끄는 프랑스 해병 160명은 정족산성을 공략하려다가 잠복하고 있던 500여 명의 조선군 사수들에게 일제히 사격을 받아 큰 손실을 입고 간신히 갑곶으로 패주하였다. 정족산성 전투의 참패는 프랑스군의 사기를 저하시켰고, 결국 로즈 제독은 철수를 결정하였던 것으로 전해지고 있다.

## 같이 보기
- 병인양요
- 문수산성